# Ryan Bayda
Ryan G. Bayda (* 9. Dezember 1980 in Saskatoon, Saskatchewan) ist ein ehemaliger kanadischer Eishockeyspieler, der während seiner aktiven Karriere zwischen 1998 und 2016 unter anderem 194 Spiele für die Carolina Hurricanes in der National Hockey League sowie 227 Partien für die Nürnberg Ice Tigers, Augsburger Panther und Straubing Tigers in der Deutschen Eishockey Liga absolviert hat.

## Karriere
Nachdem er in seiner Jugend in der US-College-Liga erfolgreich gespielt hatte, wurde er während des NHL Entry Draft 2000 als insgesamt 80. Spieler in der dritten Runde von den Carolina Hurricanes gewählt. Während der Saison 2001/02 lief er erstmals für das Farmteam der Hurricanes, die Lowell Lock Monsters in der American Hockey League auf. Sein NHL-Debüt für Carolina gab er während der Saison 2002/03.
Am 3. Juli 2007 verlängerten die Hurricanes Baydas Vertrag um ein Jahr. Am 1. Juli 2008 wurde sein auslaufender Vertrag um ein weiteres Jahr verlängert. Abgesehen von der Saison 2005/06 spielte Bayda von 2001 bis 2009 für die Organisation der Carolina Hurricanes und wurde dabei in 194 Spielen (18 Tore, 26 Assists), meist in der dritten oder vierten Angriffsreihe, in der NHL eingesetzt.
Nach einem Trainingslager vor der Saison 2009/10 wurde er von den Pittsburgh Penguins mit guten Aussichten auf NHL-Einsätze verpflichtet, spielte jedoch, nach der kurzfristigen Verpflichtung von Chris Bourque am Anfang der Saison, nur im Farmteam für die Wilkes-Barre/Scranton Penguins in der AHL. Obwohl er für die folgende Saison ein Angebot der Penguins – jedoch ohne Garantie auf NHL-Einsätze (Two-way contract) – erhielt, wechselte er in die Deutsche Eishockey Liga zu den Thomas Sabo Ice Tigers aus Nürnberg. Hier wurde sein Einjahresvertrag nach der Saison 2010/11 um zwei weitere Jahre verlängert.
Ab der Saison 2013/14 spielte Ryan Bayda für 2 Jahre beim Ligakonkurrenten Augsburger Panther, wobei er wegen einer Ellenbogenverletzung in der Saison 2014/15 nur in 6 Spielen (4 Tore, 2 Assists) zum Einsatz kam.
Im Frühjahr 2015 wechselte er zusammen mit Mike Connolly von den Panthern zu den Straubing Tigers., wo er wieder auf den in Augsburg im Dezember 2014 entlassenen Trainer Larry Mitchell traf. Bayda und die Niederbayern trennten sich jedoch bereits nach der Saison 2015/16 wieder. Bayda beendete im Sommer 2016 seine Karriere und kehrte in seine Heimatstadt Saskatoon zurück, um dort ein Geschäft zu eröffnen, das das Entfernen von Tätowierungen anbietet.

## Erfolge und Auszeichnungen
- 1999 BCHL Rookie of the Year
- 2000 WCHA All-Rookie Team
- 2001 WCHA Second All-Star Team
- 2002 WCHA Second All-Star Team

## Karrierestatistik
(Legende zur Spielerstatistik: Sp oder GP = absolvierte Spiele; T oder G = erzielte Tore; V oder A = erzielte Assists; Pkt oder Pts = erzielte Scorerpunkte; SM oder PIM = erhaltene Strafminuten; +/− = Plus/Minus-Bilanz; PP = erzielte Überzahltore; SH = erzielte Unterzahltore; GW = erzielte Siegtore; 1 Play-downs/Relegation; Kursiv: Statistik nicht vollständig)